# Santibáñez de Rueda
Santibáñez de Rueda es una localidad y pedanía perteneciente al municipio de Cistierna, situado en la comarca de la Montaña Oriental.
Está situado en la carretera CV-231-2, entre Pesquera y Carbajal de Rueda.

## Demografía
Tiene una población de 69 habitantes, con 35 hombres y 34 mujeres.